# Árvai György (jezsuita szerzetes)
Árvai György (Árvay György) (Eger, 1697. április 26. – Szepesváralja, 1759. július 5.) jezsuita szerzetes, tanár, költő.

## Élete
1714-ben lépett a jezsuita rendbe; a gimnáziumot Bécsben, a bölcseletet Grazban, teológiai tanulmányait 1729-ben Nagyszombatban végezte el, végül doktori oklevelet nyert és a nagyszombati főiskolán 1732-től több éven át tanította az esztétikát, természettant és bölcseletet; 1740-ben pedig ugyanott mint a teológia tanára, később mint rector és kancellár is működött, egyszersmind a nyomda igazgatója volt. 1750-52 között a pécsi jezsuita rendház tagja illetve házfőnöke. Végül a szepesváraljai rendház főnöke lett, amely tisztet haláláig betöltötte.

## Művei
- Meditationes piae in singulos anni dies Cassoviae. 1721
- Columen orbis christiani Joannes Hunyady, victoriis de ottomanica potentia clarissimus, epico carmine celebratus. Tyrnaviae, 1724 (Antonio Bonfini Rerum Hungaricarum decades c. műve alapján)[3]
- Acta illustria heroum Hungariae oratiunculis expressa. Cassoviae, 1725
- Vindiciae conceptus illabati B. V. Mariae, Tyrnaviae, 1727
- Rosetum Stanislaianum… Uo. 1727
- Selectae ex profanis scriptoribus historiae. Partes 2. Uo. 1734–35
- Venae poeticae e fonte gratiarum virgine Dei matre Sasvariensi. Uo. 1734
- Divus Franciscus Xaverius dictione panegyrica celebratus. Uo. 1734
- De institutione juventutis ungaricae dialogus. Uo. 1735
- Damnatarum propositionum theologica trutina… Cassoviae, 1734